# Ostra (Ogorzała)

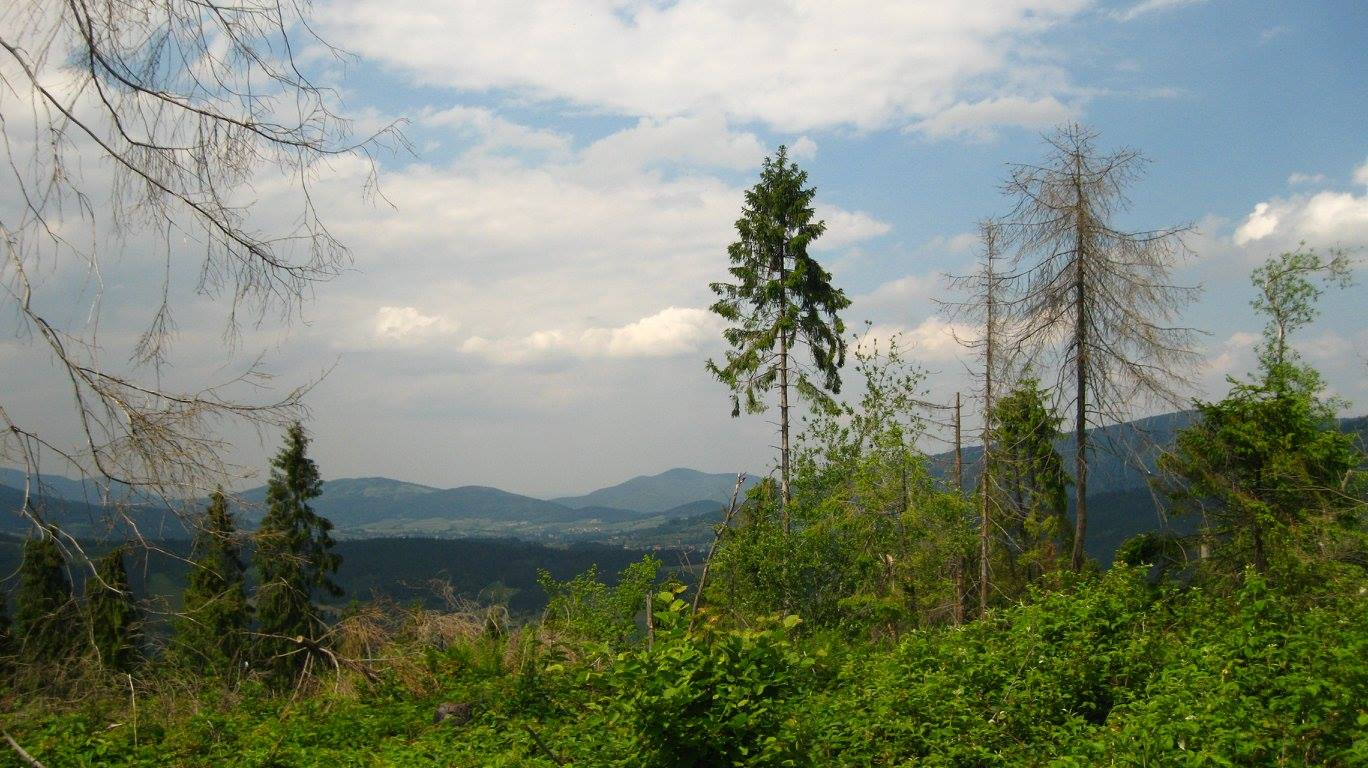
Widok ze szczytu Ostrej po wiatrołomach (czerwiec 2016 r.)

Ostra (780 m) – szczyt w Beskidzie Wyspowym, znajdujący się w bocznym grzbiecie odchodzącym na północny zachód od Kiczory (Kobylicy). Wraz z Ogorzałą (806 m n.p.m.) tworzą samotny, typowy dla Beskidu Wyspowego masyw, oddzielony od innych wzniesień głębokimi dolinami rzek i polami uprawnymi. Od Ćwilina i Czarnego Działu oddziela je głęboka dolina potoku Łostówka, od Kobylicy i Dziurczaka dolina potoku Łętówka.
Ostra wznosi się ponad miejscowościami Wilczyce i Łętowe. Jest w większości zalesiona, ale od wschodniej strony pola uprawne wysoko podchodzą na jej zbocza. Z wysoko położonych pól uprawnych na jej zboczach rozciągają się widoki na pobliski Ćwilin oraz na Łopień, Mogielicę, Krzystonów, Jasień, Kobylicę i część pasma Gorców od Turbacza po Maciejową. Wszystkie spływające z Ogorzałej potoki znajdują się w zlewni Mszanki. Po ostatnich wiatrołomach ze szczytu Ostrej widoczna jest panorama Beskidu wyspowego 360 stopni (stan na 22.06.2016)

## Szlak turystyki pieszej
– zielony z Mszany Dolnej przez Ogorzałą, Ostrą i Kobylicę na Jasień. 5:30 h (↓ 4:45 h).